# Cophotylus thalpomenoides
Cophotylus thalpomenoides är en insektsart som först beskrevs av Vitaly Michailovitsh Dirsh 1949.  Cophotylus thalpomenoides ingår i släktet Cophotylus och familjen gräshoppor. Inga underarter finns listade i Catalogue of Life.